# Enzo Menegotti
Enzo Menegotti (13. červenec 1925 Verona, Italské království – 24. únor 1999 Bolzano, Itálie) byl italský fotbalový záložník. Zemřel na následky zranění při lyžování v roce 1999.
Fotbalově vyrůstal v klubu Modena, kde hrál pět sezon. V roce 1951 přestoupil na jednu sezonu do Milána a poté odešel do Udinese. Tady strávil celkem sedm sezon a stal se i kapitánem mužstva. Nejlepším umístění bylo 2. místo v sezoně 1954/55, ale kvůli diskvalifikaci byl klub potrestán sestupem. Po dvou sezonách v letech 1957 až 1959 strávených v Římě ukončil v Udinese roku 1961 kariéru.
Za reprezentaci odehrál dva zápasy. Byl v nominaci na OH 1948.

## Hráčská statistika
| Sezóna  | Klub    | Liga    | Liga   | Liga | Ligové poháry | Ligové poháry | Ligové poháry | Kontinentální poháry | Kontinentální poháry | Kontinentální poháry | Celkem | Celkem |
| Sezóna  | Klub    | Soutěž  | Zápasy | Góly | Soutěž        | Zápasy        | Góly          | Soutěž               | Zápasy               | Góly                 | Zápasy | Góly   |
| ------- | ------- | ------- | ------ | ---- | ------------- | ------------- | ------------- | -------------------- | -------------------- | -------------------- | ------ | ------ |
| 1946/47 | Modena  | Serie A | 8      | 0    | -             | 0             | 0             | -                    | 0                    | 0                    | 8      | 0      |
| 1947/48 | Modena  | Serie A | 40     | 3    | -             | 0             | 0             | -                    | 0                    | 0                    | 40     | 3      |
| 1948/49 | Modena  | Serie A | 29     | 2    | -             | 0             | 0             | -                    | 0                    | 0                    | 29     | 2      |
| 1949/50 | Modena  | Serie B | 42     | 0    | -             | 0             | 0             | -                    | 0                    | 0                    | 42     | 0      |
| 1950/51 | Modena  | Serie B | 38     | 4    | -             | 0             | 0             | -                    | 0                    | 0                    | 38     | 4      |
| 1951/52 | Milán   | Serie A | 16     | 0    | -             | 0             | 0             | -                    | 0                    | 0                    | 16     | 0      |
| 1952/53 | Udinese | Serie A | 29     | 2    | -             | 0             | 0             | -                    | 0                    | 0                    | 29     | 2      |
| 1953/54 | Udinese | Serie A | 36     | 6    | -             | 0             | 0             | -                    | 0                    | 0                    | 36     | 6      |
| 1954/55 | Udinese | Serie A | 31     | 5    | -             | 0             | 0             | -                    | 0                    | 0                    | 31     | 5      |
| 1955/56 | Udinese | Serie B | 33     | 6    | -             | 0             | 0             | -                    | 0                    | 0                    | 33     | 6      |
| 1956/57 | Udinese | Serie A | 28     | 5    | -             | 0             | 0             | -                    | 0                    | 0                    | 28     | 5      |
| 1957/58 | Řím     | Serie A | 34     | 0    | IP            | 3             | 1             | -                    | 0                    | 0                    | 37     | 1      |
| 1958/59 | Řím     | Serie A | 13     | 0    | IP            | 1             | 0             | -                    | 0                    | 0                    | 14     | 0      |
| 1959/60 | Udinese | Serie A | 26     | 2    | -             | 0             | 0             | Stř.P                | 2                    | 0                    | 28     | 2      |
| 1960/61 | Udinese | Serie A | 3      | 0    | -             | 0             | 0             | -                    | 0                    | 0                    | 3      | 0      |
| Celkem  | Celkem  | Celkem  | 406    | 35   | -             | 4             | 1             | -                    | 2                    | 0                    | 412    | 36     |

## Hráčské úspěchy

### Klubové
- 1× vítěz 2. italské ligy (1955/56)

### Reprezentační
- 1× na MP (1955–1960)
- 1× na OH (1948)